# South Bruce
South Bruce to gmina (ang. township) w Kanadzie, w prowincji Ontario, w hrabstwie Bruce.
Powierzchnia South Bruce to 487,19 km². Według danych spisu powszechnego z roku 2001 South Bruce liczy 6063 mieszkańców (12,44 os./km²).